# Старово (Охотинское сельское поселение)
В Мышкинском районе есть ещё одна деревня Старово — в Приволском сельском поселении
Старово  — деревня Охотинского сельского поселения Мышкинского района Ярославской области.
Деревня стоит на небольшом удалении от правого берега реки Юхоть. Старово — один из последних населённых пунктов Мышкинского района вверх по правому берегу Юхоти, то есть на восток. К востоку от деревни, выше по течению Юхоти на небольшом удалении стоят деревни Бурцево и Бабайки, последний населённый пункт Мышкинского района в этом направлении. Далее в Юхоть впадает небольшой ручей, на противоположном берегу которого стоит деревня Медведково, находящаяся уже в Большесельском районе. Бурцево и Бабайки с северной стороны охвачены протоком реки Юхоть, который отделяет Старово от Бурцево. К югу от Старово на берегу Юхоти стоит Семёнково. Эти четыре деревни компактно стоят на обращённой к югу излучине Юхоти, вокруг них сельскохозяйственные угодья, к северу от которых начинаются леса. Лесная дорога длиной около 4 км связывает Старово с Антеплево.
Деревню обслуживает почтовое отделение, находящееся в селе Охотино.

## Население
| 2007 | 2010 |
| ---- | ---- |
| 6    | ↘4   |